# Розвідувальний центр Міністерства оборони Японії

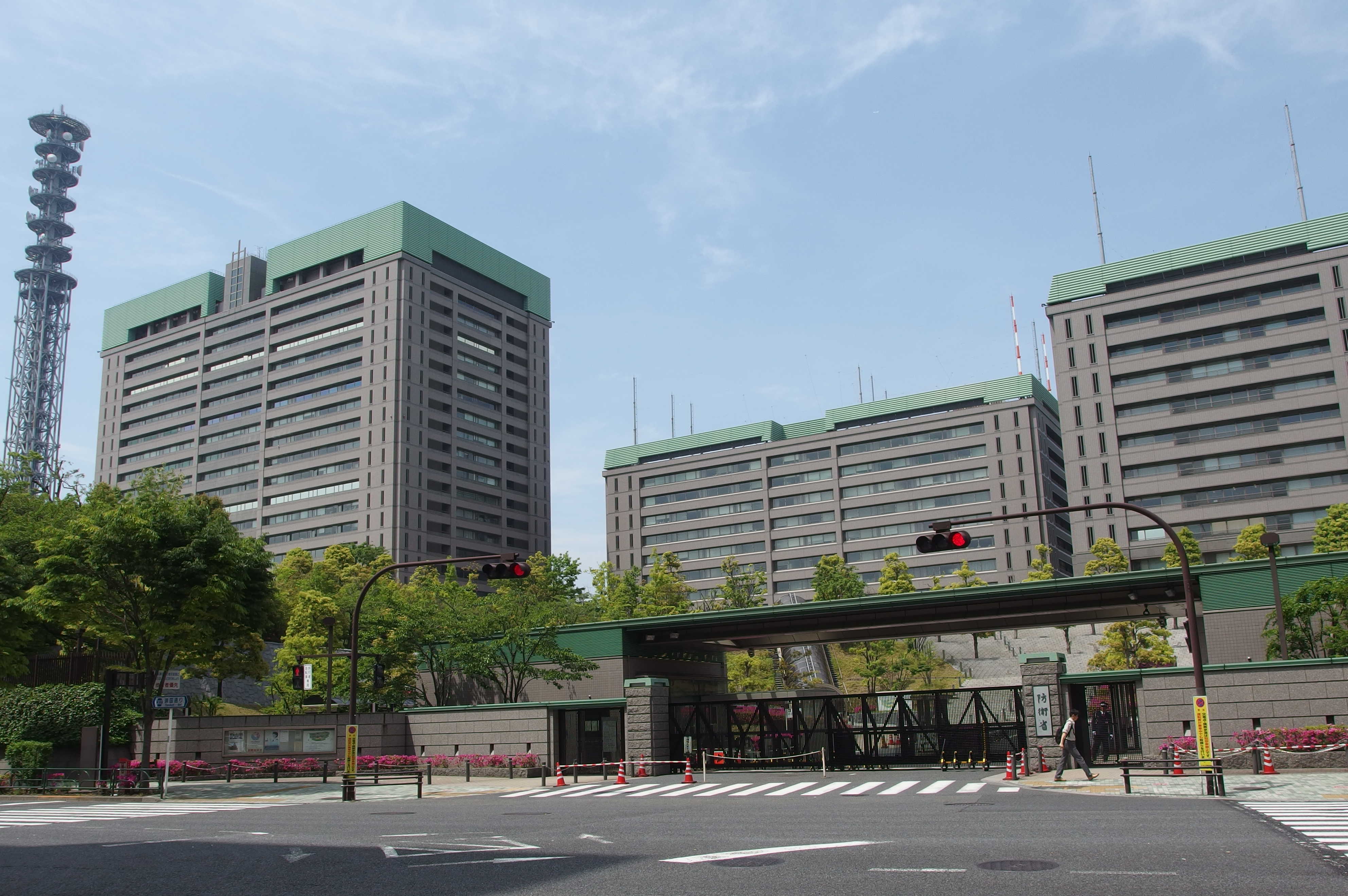
Розвідувальний центр розташований будівлі Міністерства оборони.

Розвідувальний центр Міністерства оборони Японії (яп. 情報本部, じょうほうほんぶ, дзьохо хонбу; англ. Defense Intelligence Headquarters、DIH) — головна служба радіоелектронної розвідки Японії. Особливий орган Міністерства оборони. 

## Заснування
Створений 20 січня 1997 року за зразком Розвідувального управління Міністерства оборони США.

## Основні повноваження
Займається військово-стратегічною розвідкою, накопиченням та аналізом інформації для міністра оборони, голів штабів різних видів військ Сил Самооборони.